# Art Housey
Arthur Gene Housey, (Buffalo, Nova York, 31 de gener de 1958) és un exjugador de bàsquet nord-americà. Amb una alçada de 2,08 metres ocupava la posició de pivot.
Es va formar a la Universitat de Kansas, i va ser triat en el draft de l'NBA de l'any 1981 pels Dallas Mavericks a la tercera ronda, en el lloc 47, encara que no arribaria a debutar. Aquella mateixa temporada jugaria al Joventut de Badalona de la lliga ACB. Després jugaria al Benetton de Treviso i a la lliga israeliana abans de retornar al Joventut la temporada 1985-86. Aquella temporada va ser protagonista a les semifinals de copa, on amb els seus 25 punts i 9 rebots davant el FC Barcelona classificava la Penya per a la final. Les dues temporades següents les va disputar al Breogán i al TDK Manresa, amb un total de 96 partits al llarg del seu pas per l'ACB, amb una mitjana de 18 punts i 8,9 rebots en 37 minuts. Va terminar al TDK amb 30 anys.